# Folkhälsans barnavårdsinstitut
Folkhälsans barnavårdsinstitut var en finlandssvensk skola som utbildade barnvårdare i Helsingfors. Barnavårdsinstitutet grundades av Samfundet Folkhälsan 1933 och verkade fram till 1995. Skolan fanns på Tavaststjernagatan 7 i Tölö.

## Utbildningen
Vid Folkhälsans Barnavårdsinstitut utbildades barnvårdare. Skolan grundades på initiativ av Folkhälsans ledande hälsosyster Rachel Edgren. 
Barnavårdsinstitutet erbjöd även tilläggsutbildning i barnvård till sjuksköterskor, barnmorskor och diakonissor. Vid institutet förmedlades teoretisk undervisning och eleverna fick därtill utföra praktik vid institutets barnhem. Eleverna bodde på institutets internat och deltog i omvårdnaden av barnen på barnhemmet. Vid barnhemmet inrättades också en prematuravdelning, samt under 1950-talet en avdelning för barn med cerebral pares (cp).
Barnavårdsskolan sammanslogs med Folkhälsans socialläroanstalt 1995. Skolan hade då sammanlagt utexaminerat 4 700 barnvårdare sedan starten på 1930-talet.

## Föreståndarinnor
- Sjuksköterskan Gurli Segerberg 1933-1943
- Sjuksköterskan Inez Uggeldahl 1943-

## Överläkare
- Professor Elis Lövegren 1933-1937
- Med.dr. Dora von Wendt 1937-1947
- Docent Per Forssell 1947-